# Bryce Saddoris

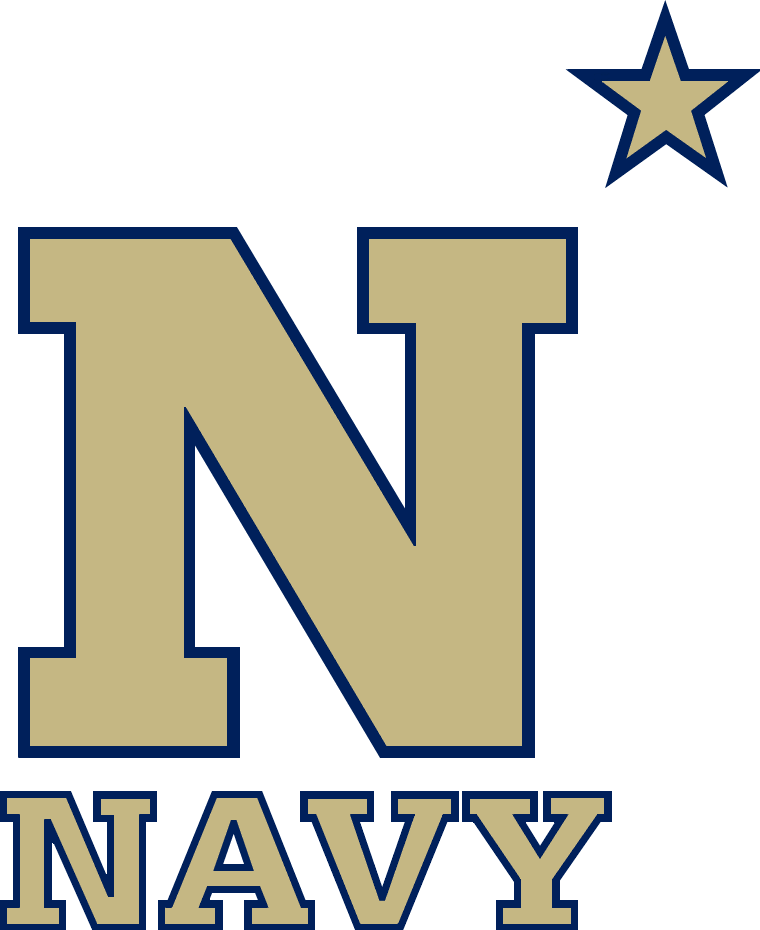
Zawodnik Navy Midshipmen

Bryce Lee Saddoris (ur. 22 lutego 1988) – amerykański zapaśnik w stylu klasycznym. Zajął dwunaste miejsce w mistrzostwach świata w 2014 i 2015. Srebrny medal igrzysk panamerykańskich w 2015 i mistrzostw panamerykańskich w 2014. Wicemistrz świata wojskowych w 2014 roku.
Zawodnik Spring Creek High School z Spring Creek i United States Naval Academy. Dwa razy All-American (2009, 2011) w NCAA Division I, szósty w 2009 i siódmy w 2011 roku.
Syn Brada i Susan, żonaty z Jessicą.